# Lewis Morgan

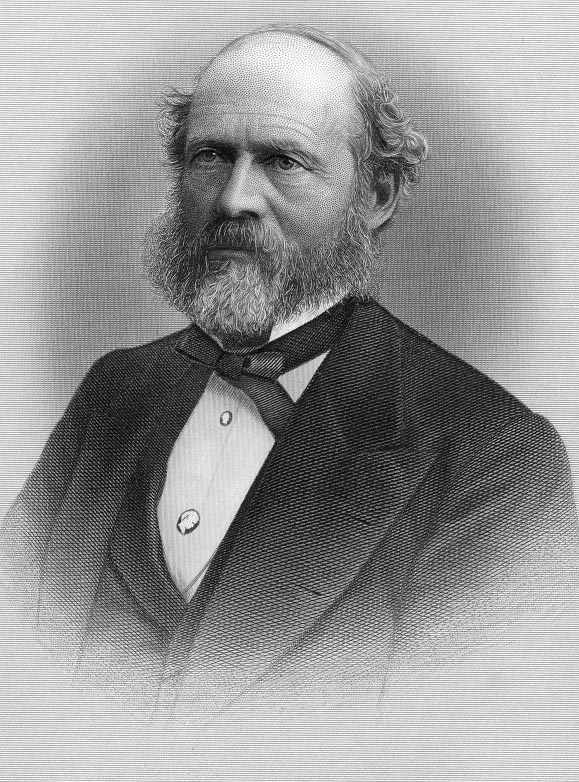
Lewis H. Morgan

Lewis Henry Morgan (ur. 21 listopada 1818 w Aurora w stanie Nowy Jork, zm. 17 grudnia 1881 w Rochester w stanie Nowy Jork) – amerykański antropolog kulturowy i historyk, jeden z przedstawicieli ewolucjonizmu w naukach społecznych. W 1856 roku został członkiem American Association for the Advancement of Science, a w 1875 – National Academy of Sciences.

## Twórczość
Morgan był badaczem historii i kultury Irokezów, których opisał w swej pierwszej pracy The League of the Ho-dé-no-sau-nee or Iroquois. W 1847 roku największy irokeski szczep Seneca przyjął go w poczet członków plemienia i nadał imię Ta-ya-da-wah-kugh.
W roku 1877 wydał swoją najgłośniejszą książkę Społeczeństwo pierwotne, w której zawarł swoją teorię na temat ewolucji społeczeństw od okresu dzikości do rozwoju cywilizacji (na podstawie obserwacji życia Indian amerykańskich). Wyodrębnił trzy etapy rozwoju ludzkości:
1. Dzikość
  - Niższy: Zbieranie owoców, orzechów
  - Średni: Narzędzia łowieckie i rybackie, wynalezienie ognia,
  - Wyższy: Łuk i strzała
2. Barbarzyństwo
  - Niższy: Wyroby z gliny
  - Średni: Udomowienie zwierząt i roślin. Budowle z cegły i kamienia.
  - Wyższy: Narzędzia żelazne
3. Cywilizacja
  - Alfabet

Morgan analizował również rozwój rodziny i zbiorowości związanych pokrewieństwem. Według niego rodzina przeszła przez pewne stadia rozwoju:
1. Promiskuizm – brak norm regulujących seksualność – wszelkie zachowania są praktykowane i dozwolone.
2. Rodzina kazirodcza – małżeństwa grupowe(inne języki) w obrębie tej samej generacji (małżeństwo między braćmi i siostrami),
3. Rodzina punalna – rodzaj małżeństwa grupowego między rodzeństwem, swoboda seksualna,
4. Rodzina symbiasmiczna lub parzysta – nietrwałe małżeństwo monogamiczne,
5. Rodzina patriarchalna, oparta na małżeństwie w którym władzę zwierzchnią sprawował mąż nad wieloma żonami,
6. Rodzina monogamiczna, oparta na jednożeństwie i zrównaniu pozycji kobiet, stopniowo przechodząca do współczesnej rodziny nuklearnej.

## Znaczenie i krytyka
Dorobek Lewisa Henry’ego Morgana jest bardzo bogaty i różnorodny. Jego poglądy na temat ewolucji społeczeństw miały duży oddźwięk w kręgach etnologów, archeologów i socjologów. Zwraca się też uwagę, że był jednym z pierwszych naukowców w systematyczny sposób badających pokrewieństwo.
Tezy Morgana spotkały się jednak również z ostrą krytyką następnych pokoleń naukowców. Życie seksualne dzikich Bronisława Malinowskiego jest skierowane częściowo przeciwko poglądom ewolucjonistów na temat pokrewieństwa i seksualności tubylców. Malinowski zwraca uwagę, że takie pojęcia jak „pierwotny promiskuityzm”, „zbiorowe małżeństwo” czy „rodzina konsangwinistyczna” są bardzo niejasne, a tezy na ich temat opierały się na wyrwanych z kontekstu faktach i ich błędnej interpretacji. Jasny ogląd kwestii pokrewieństwa miały Morganowi dodatkowo utrudniać brak warsztatu naukowego i purytańskie wychowanie, niepozwalające na nieuprzedzone podejście do problemu seksualności. Jak twierdzi Malinowski, w dłuższej perspektywie czasowej jego teoria i oparte na niej pojęcia stały się przeszkodą dla dalszego rozwoju antropologii.

## Dzieła
- The League of the Ho-dé-no-sau-nee or Iroquois (1851)
- The American Beaver and his Works (1868)
- Systems of Consanguinity and Affinity of the Human Family (1871)
- Ancient Society, or Researches in the Lines of Human Progress from Savagery, through Barbarism, to Civilization (Nowy Jork, 1877).
- Houses and House-life of the American Aborigines (1881).

### Polskie przekłady
- Społeczeństwo pierwotne, czyli badanie kolei ludzkiego postępu od dzikości przez barbarzyństwo do cywilizacji. Warszawa: 1887, oryginał 1877. Brak numerów stron w książce, przekł. Aleksandra Bąkowska; objaśnienia i uzupełnienia Marksa-Engelsa Ludwik Krzywicki; Red. „Prawdy”
- Liga Ho-de'-no-sau-nee, czyli Irokezów, 2011, oryginał 1851, wstęp, przekł. i red.nauk. Bartosz Hlebowicz, Wydawnictwo Marek Derewiecki